# Anthophora furcata
Anthophora furcata ist eine Biene aus der Familie der Apidae.

## Merkmale
Die Bienen haben eine Körperlänge von 11 bis 12 Millimeter. Die Weibchen sind goldbraun behaart, nur am Scheitel, der Mitte des Thorax und dem vierten Tergit ist die Behaarung schwarz. Das fünfte Tergit hat eine rostrote Endfranse. Die Schienenbürste (Scopa) ist gelbbraun. Die Wangen sind sehr schmal. Die Männchen haben die gleiche Behaarung wie die Weibchen, besitzen schwarze Haare, aber auch auf den übrigen Tergiten. Ihr Gesicht hat eine gelbe Zeichnung. Das siebte Tergit hat seitlich Ecken und ist am Ende zweispitzig, wobei es dazwischen tief eingekerbt ist.

## Vorkommen und Lebensweise
Die Art ist in ganz Europa verbreitet und besiedelt Waldgebiete, aber auch Gärten und Hecken. Sie fliegt von Mitte Mai bis Anfang Oktober, vermutlich in zwei Generationen. Die Weibchen legen ihre Nester in morschem Holz oder markhaltigen Pflanzenstängeln an. Sie nagen die Gänge und Zellen dabei selber aus. Pollen wird spezialisiert von Lippenblütlern (Lamiaceae) und einigen Braunwurzgewächsen (Scrophulariaceae) gesammelt. Kuckucksbienen der Art sind Coelioxys conica und Coelioxys rufescens.

## Belege
Felix Amiet, M. Herrmann, A. Müller, R. Neumeyer: Fauna Helvetica 20: Apidae 5. Centre Suisse de Cartographie de la Faune, 2007, ISBN 978-2-88414-032-4.